# Lei e Justiça
O Lei e Justiça (em polaco/polonês: Prawo i Sprawiedliwość, PiS) é um partido político nacional-conservador e populista da Polônia descrito como de direita à extrema-direita.
O PiS foi fundado em 2001 pelos irmãos Kaczyński, Lech e Jarosław. O partido surgiu como um sucessor do Acordo do Centro (Porozumienie Centrum), sigla que era uma cisão da Ação Eleitoral da Solidariedade (Akcja Wyborcza Solidarność). O partido ganhou as eleições de 2005, enquanto Lech ganhou a presidência. Jarosław serviu como primeiro-ministro, antes de convocar eleições em 2007, nas quais o partido perdeu para o Plataforma Cívica. Em 2010, vários membros importantes, incluindo o então presidente polaco, Lech Kaczyński, morreram num acidente de avião.
Depois de retornar ao poder, o PiS ganhou popularidade com transferência de renda para famílias com crianças, mas virou alvo de protestos de movimentos nacionais e críticas internacionais por desmantelar freios e contrapesos liberais-democratas da separação de poderes no país. Cientistas políticos já caracterizaram sua governança como iliberal ou autoritária.
O programa do PiS é dominado pela agenda socialmente conservadora e de lei e ordem dos Kaczyński. Desde 2005, o partido busca aproximar-se da Igreja Católica, apesar de sua facção nacionalista católica tê-lo deixado para formar o partido Polônia Unida (Solidarna Polska) em 2011. Quanto à economia, o partido é adepto do intervencionismo estatal, do desenvolvimentismo e de elementos de democracia cristã, com algumas fontes, incluindo o próprio primeiro-ministro Mateusz Morawiecki, o reconhecendo como socialista. Ademais, é crítico da União Europeia e defende a aliança da Polônia com a OTAN.

## Ideologia
Inicialmente, o PiS era bastante favorável ao mercado livre mas, com o tempo, adotou a retórica da economia social de mercado semelhante aos partidos democratas-cristãos da Europa Ocidental. Na eleição de 2005, aderiu ao protecionismo. Como primeiro-ministro, Kazimierz Marcinkiewicz era mais economicamente liberal que os Kaczyńskis, defendendo uma posição similar a da Plataforma Cívica.
O partido apoia uma rede de seguridade social mínima garantida pelo Estado e a intervenção estatal na economia dentro dos limites de uma economia de mercado. Durante a campanha eleitoral de 2015, propôs reduções fiscais relacionadas com o número de filhos numa família, bem como uma redução da taxa de IVA (mantendo uma variação entre os tipos individuais de taxas de IVA). Em 2019, o limite mínimo de imposto de renda pessoal foi reduzido de 18% para 17%. O PiS se opõe à privatização de estatais estratégicas e ao corte de gastos com a previdência social, além de ter proposto a introdução de um sistema de empréstimos imobiliários e apoiar a saúde universal. Já foi descrito como estatista, protecionista, solidarista e intervencionista. Seus membros também têm opiniões favoráveis ao agrarianismo.
Na política externa, o PiS é atlantista e menos favorável ao europeísmo. O partido segue o euroceticismo suave e se opõe ao federalismo europeu, especialmente ao uso do euro. Nas suas campanhas, enfatiza que a União Europeia deve "beneficiar a Polônia e não o contrário". É membro do Conservadores e Reformistas Europeus, tendo anteriormente feito parte da Aliança para a Europa das Nações e, antes disso, do Partido Popular Europeu. Embora tenha alguns elementos da democracia cristã, não é especificamente descrito como democrata-cristão.
As visões do partido sobre questões sociais, como direito ao aborto e direitos LGBT+, são muito mais tradicionalistas do que as dos partidos socialmente conservadores dos demais países europeus, sendo comparadas às da direita cristã.

## Resultados Eleitorais

### Eleições legislativas

#### Sejm
| Data | Cl. | Votos     | %     | +/-  | Deputados | +/- | Status   |
| ---- | --- | --------- | ----- | ---- | --------- | --- | -------- |
| 2001 | 4.º | 1.236.787 | 9,5%  |      | 44 / 460  |     | Oposição |
| 2005 | 1.º | 3.185.714 | 27,0% | 17,5 | 155 / 460 | 111 | Governo  |
| 2007 | 2.º | 5.183.477 | 32,1% | 5,1  | 166 / 460 | 11  | Oposição |
| 2011 | 2.º | 4.295.016 | 29,9% | 2,2  | 157 / 460 | 9   | Oposição |
| 2015 | 1.º | 5.711.687 | 37,6% | 7,7  | 193 / 460 | 36  | Governo  |
| 2019 | 1.º | 8.051.935 | 43,6% | 6,0  | 187 / 460 | 6   | Governo  |
| 2023 | 1.º | 7.640.854 | 35,4% | 8,2  | 161 / 460 | 26  | Oposição |

#### Senado
| Data | Deputados | +/- | Status   |
| ---- | --------- | --- | -------- |
| 2001 | 0 / 100   |     | Oposição |
| 2005 | 49 / 100  | 49  | Governo  |
| 2007 | 39 / 100  | 10  | Oposição |
| 2011 | 31 / 100  | 8   | Oposição |
| 2015 | 61 / 100  | 30  | Governo  |
| 2019 | 38 / 100  | 23  | Governo  |
| 2023 | 29 / 100  | 9   | Oposição |

### Eleições presidenciais
| Data | Candidato apoiado  | 1.ª Volta | 1.ª Volta | 1.ª Volta | 2.ª Volta | 2.ª Volta  | 2.ª Volta |
| Data | Candidato apoiado  | Cl.       | Votos     | %         | Cl.       | Votos      | %         |
| ---- | ------------------ | --------- | --------- | --------- | --------- | ---------- | --------- |
| 2005 | Lech Kaczyński     | 2.º       | 4.947.027 | 33,1%     | 1.º       | 8.257.468  | 54,0%     |
| 2010 | Jarosław Kaczyński | 2.º       | 6.128.255 | 36,5%     | 2.º       | 7.919.134  | 47,0%     |
| 2015 | Andrzej Duda       | 1.º       | 5.179.092 | 34,8%     | 1.º       | 8.630.627  | 51,6%     |
| 2020 | Andrzej Duda       | 1.º       | 8.450.513 | 43,5%     | 1.º       | 10.440.648 | 51,0%     |

### Eleições europeias
| Data | Cl. | Votos     | %     | +/-  | Deputados | +/- |
| ---- | --- | --------- | ----- | ---- | --------- | --- |
| 2004 | 3.º | 771.858   | 12,7% |      | 7 / 54    |     |
| 2009 | 2.º | 2.017.607 | 27,4% | 14,7 | 15 / 50   | 8   |
| 2014 | 2.º | 2.246.870 | 31,8% | 4,4  | 19 / 51   | 4   |
| 2019 | 1.º | 6.192.780 | 45,4% | 6,5  | 27 / 51   | 8   |